# Gelis austriacus
Gelis austriacus är en stekelart som beskrevs av Schwarz 1998. Gelis austriacus ingår i släktet Gelis och familjen brokparasitsteklar. Inga underarter finns listade i Catalogue of Life.